# Menachem Mendel Schneerson
Menachem Mendel Schneerson (Nyikolajev, 1902. április 18. – New York, 1994. június 12.), akit sokan csak „a Rebbe”, illetve a „Lubavicsi Rebbe”-ként emlegetnek, a 20. század egyik legbefolyásosabb zsidó szellemi vezetője.
A haszid judaizmus Chábád Lubavicsi mozgalmának nagy hatású vezetője. Életfilozófiája a „tartalmas élet”. Egyaránt érdekelte a modern tudományosság és a hagyományos vallási bölcselet, matematikusként és természettudósként is ismerték.

## Gyermek- és ifjúkora
Nyikolajevben (ma Mikolajiv), egy a mai Ukrajnához tartozó városban született. Apja Levi Jichak Schneerson, köztiszteletnek örvendő Talmudista és Kabbalista rabbi volt, anyja Cháná Schneerson (née: Janovszki) szintén rabbicsaládból származott. Nevét a harmadik lubavicsi rebbe, a Cemách Cedek után kapta. Két öccse volt. 1907-ben költöztek Jekatyerinoszlavba (ma Dnyipro), ahol apját főrabbinak választották. Rendkívül tehetséges volt, 12 évesen már a Tóra mélységeinek ismerőjeként tekintettek rá.

## Fiatal évei
1923-ban ismerkedett meg Joszéf Jichák Schneerson (1880-1950) rabbival, aki a lubavicsi közösség akkori rabbija volt; a „hatodik rebbe”. Hamar a rebbe tanítványainak a belső körébe került. A hatodik rebbe második lánya, Chájá Muská (1901-1988) lett a felesége. 1928-ban Varsóban házasodtak össze, házasságuk 60 boldog évig tartott, ám gyermekük nem született. 
Az esküvő után Berlinben éltek, ahol a fiatal rabbi matematikát, fizikát és filozófiát tanult a legrégebbi berlini felsőoktatási intézményben, a Humboldt Egyetemen. Később, élete során sokszor felemlegette, hogy mennyire élvezte Erwin Schrödinger előadásait. Schneerson a világi tanulmányok mellett a vallást sem hanyagolta el, egyetemi évei alatt több ezer oldal Tóra kommentárt írt, de levelezésben állott számos vezető európai rabbival is, mint például Rogachover Gáonnal, vagyis Joszef Rosen (1858-1936) rabbival. 1933-ban személyesen fogadta őt a munkácsi rebbe, Chájim Elázár Spira (1868-1937) rabbi. Mindeközben apósa, Joszéf Jichák Schneerson végig biztatta a fiatal Schneersont, hogy vállaljon nagyobb nyilvánosságot. 1933-ban, a nácik hatalomra jutását követően elhagyták Berlint.
Ezután Schneersonék Párizsba  költöztek, ahol Schneerson beiratkozott az École Spéciale des Travaux Publics-ben (ESTP), ahol villamosmérnöknek tanult. Ekkoriban apósa hatására kiadványok előkészítésével foglalkozott, a nevében tárgyalt és utazgatott. Később a Sorbonne-on tanult matematikát a második világháború kitöréséig, vagyis 1939-ig. Franciaország náci megszállását követően először Vichybe, majd Nizzába menekültek mígnem 1941-ben a lisszaboni kikötőn keresztül elhagyták Európát.  

## A mozgalom vezetője
A nácik elől menekülve Schneerson és felesége 1941. június 23-án New Yorkba érkeztett, ahol apósa a lubavicsi mozgalom oktatási (Merkáz L’Injonéj Chinuch) és szociális (Machné Jiszráel) szervezetének vezetőjévé nevezte ki, később a mozgalom kiadójának (Kehot) is átvette az irányítását. Schneerson hamarosan amerikai állampolgárságot szerzett, a háború alatt pedig önkéntes szolgálatot teljesített a New York-i Haditengerészetnél.
1942-ben megalapította a Merkáz Slichut programot, melynek keretében fiatal, jesivában végzett párokat küldött ki – először csak – az Amerikai Egyesült Államok területén lévő városokba, hogy segítsenek fellendíteni a vallásos zsidó életet. Ma már a program tagjai világszerte működtetnek és hoztak létre chábád lubavicsi központokat, ahol a helyi zsidó közösség vallási és világi szükségleteit segítik. Ezen kívül Schneerson rabbi számos oktatási és szociális programot indított el, melyek vallásra és származásra való tekintet nélkül látogathatók.
1950-ben hunyt el az apósa, aki a mozgalom addigi vezetője volt. Joszéf Jichák Schneerson követői megkeresték Menachem Mendel Schneersont, és felkérték a mozgalom vezetésére, ám ő szerénységből nem akarta elvállalni ezt a hatalmast megtiszteltetést. Végül 1951-ben elfogadta a Chábád vezetését és apósának az első halálozási évfordulóján, svát hó 10-én több száz rabbi valamint zsidó és nem-zsidó vezető jelenlétében avatták fel. Negyven évnyi munka során sikerült megújítania a mozgalmat, mely ma már több mint 200 000 tagot számlál.
1973-ban indította az úgynevezett „hanuka kampányt”, melynek célja, hogy minél több zsidóhoz vigyék vissza a vallásosság fényét. Több ezer hanukiát osztott szét, hogy zsidó otthonokban újra fellobbanhassanak a hanukai mécsesek. 1974-ben a világon először Philadelphiában állítottak fel hanukiát köztéren, azóta viszont a világ számos országában, több száz városban, közöttük például Budapesten is állít a helyi Chábád hitközség, az Egységes Magyarországi Izraelita Hitközség (EMIH) több méter magas hanukiákat a város több pontján.
Munkásságával nagy tekintélyt vívott ki magának; politikusoknak, az üzleti élet vezetőinek és sok más embernek a tiszteletét. 1978-ban az Amerikai Egyesült Államok Kongresszusa kérte Jimmy Carter elnököt, hogy Schneerson rabbi születésnapját nevezzék ki a Nemzeti Oktatás és Képzés Napjává (Education and Sharing Day), mely kezdeményezést akkor elfogadtak és a napot azóta is évente ünneplik.
1992-ben, miközben apósa sírjánál imádkozott agyvérzés érte, miután már képtelen volt a beszédre és a jobb oldali végtagjainak mozgatására. 1994. június 12-én, 92 éves korában hunyt el.
Menachem Mendel Schneerson rabbit, a hetedik és egyben az utolsó lubavicsi rebbét sokan a „20. század Mózeseként” emlegetik.

## Halála után
Nem sokkal halála után, 1994. november 2-án az Amerikai Egyesült Államok Kongresszusi Aranyéremmel (Congressional Gold Medal) tüntette ki „a világ oktatásában erkölcsiségében és jótékonyságban elért kimagasló és tartós eredményeiért”. A Rebbének nem voltak gyermekei, de mozgalom továbbra is működik (nem választanak újabb vezetőt). Magyarországon 1989-ben kezdte meg működését a Chábád, miután Oberlander Báruch rabbi és felesége, a rebbe kiküldetésére Budapestre érkezett.

## Könyvek
A rebbe élete során több, mint 300 könyvet írt. Ebből a legtöbb elérhető jiddis valamint héber nyelven, de angol nyelvű munkái is jelentek meg. Könyveit és tanításait a világ számos nyelvére fordítják.
- Simon Jacobson: Tartalmas élet (A Lubavicsi Rebbe tanításából), ford. Szentgyörgyi József és Seleanu Magdolna. Chábád Lubavics Zsidó Nevelési és Oktatási Egyesület Archiválva 2009. július 15-i dátummal a Wayback Machine-ben, Budapest, 2007.